# Pododdział
Pododdział – jednostka organizacyjna wojska, część większego pododdziału, oddziału lub związku taktycznego, niemająca zwykle samodzielności gospodarczej i administracyjnej.
Rozróżnia się 4 szczeble pododdziałów:
- batalion (dywizjon) – dowodzony przez podpułkownika
- kompania (bateria, eskadra, szwadron) – dowodzona przez kapitana
- pluton – dowodzony przez podporucznika lub chorążego
- drużyna (działon, obsługa, sekcja, załoga) – dowodzona przez podoficera w stopniu od kaprala do chorążego